# Света Тројица
Света Тројица (грч. Τριάς, лат. Trinitas — тројство) хришћанска је верска догма утврђена на црквеним саборима из 4. века, по којој је један Бог у трима личностима (грч. ὑπόστασις): Оца, Сина и Светог Духа.
Иако се сама реч Тројица не налази у Библији, веровање у тројицу (тринитаризам, тројичност), одлика је већине хришћанских цркава и сматра се „централном догмом хришћанске теологије”. У западном хришћанству преовлађује мишљење да је тројична доктрина резултат дуготрајног проучавања Библије од стране Цркве. Насупрот томе, Православна црква тврди да је догма о Светој Тројици део вере коју је примила усменим путем од Исуса Христа преко апостола, и да је као таква одувек била део вере Цркве.
Током историје, неке хришћанске заједнице су одбацивале тринитарну позицију, наглашавајући Божје јединство (као што је то у исламу, стуб вере), као нпр.: аријанство, монофизитство (коптска, јерменска и етиопска црква), модализам, унитаријанизам. Потпуно одвојену људску и божанску природу Христа проповедају несторијанци. Неке цркве имају засебне христолошке теорије, нпр.: мормони, Јеховини сведоци.

## Етимологија
Латинска реч trinitas је апстрактна именица формирана од придева trinus. Грчка верзија тог термина би била τριάς (тријас). На српски језик се преводи као тројица или тројство, зависно од традиције.

## Хришћанско виђење
У Новом завету се не може наћи никаква изричита представа Бога као тројединог бића, иако се могу наћи трострука славословља апостола Павла (нпр. 2. Кор. 13, 13) или Мт. 28, 19, приликом крштења „у име Оца и Сина и Светог духа”, која су послужила као основа за даље доктринарно тумачење.

### Ранохришћанска теологија
Прва забележена помињања речи Тројица налазимо још у писањима апостолских отаца, директних ученика апостола. На пример, у својој Посланици Филипљанима, Св. Игњатије Богоносац (погубљен 106. године у Риму) пише: „Тако је Господ, послао Апостоле да уче међу свим народима, заповедивши им да „крштавају у име Оца, и Сина и Светога духа”, не у једну личност која има три имена, нити у три личности које су се оваплотиле, него у Тројицу који имају исту славу.” (глава II) Нешто касније, спомиње је и следећа генерација отаца Цркве, нпр. око 180. године, Свети Теофил Антиохијски спомиње ту реч и њоме означава „Бога и његову Реч и његову Мудрост”.
Као одговор на гностицизам, постојећа троделна потврђивања при крштењу претворила су се у правоверну истину (Тертулијан, О приговору јеретицима, 13; Иринеј, Против јереси 1:2—3). Исповедање вере, настало током 2. и 3. века, проповедало је:
- да је хришћански Бог истоветан са творцем, Богом из Хебрејске библије;
- да је Исус, Син Божији, имао праву људску природу, да је, заиста умро и васкрсао; и
- да Свети дух, који је кроз пророке објавио Христов долазак, и даље води вернике.[1]

Израз тројство је почео да се употребљава у Риму око 200. године. Сматра се да је израз тројица настао као последица теолошког померања са Оца као узрока јединства Тројице, на Божију суштину као узрока тог јединства. Латински теолог Тертулијан је, почетком 3. века, употребљавао реч тројство (тројица) за означавање Оца, Сина и Светог духа. Међутим, главни тријадолози пре Никеје (325) сматрали су да Син и Дух стоје ниже по рангу од Бога Оца. Тертулијан је сматрао да су божанске личности на различитим нивоима (Против Праксеја, 2—9), а Ориген је заступао хијерархијско устројство којим се Син ставља у положај „другог Бога” (Против Келса, 5:39) и ограничава утицај Духа у цркви (Почела, 1.3).
Током вишедеценијског аријанског спора (318—381), хришћански свет је био подељен у погледу тријадолошких питања. Арије и његови истомишљеници су сматрали да је: 1) Син створење сродно Оцу по вољи, не по природи и 2) да су личности Свете тројице по суштини различите. Ради окончања сукоба, Први васељенски сабор у Никеји 325. године доноси Никејски симбол вере који проглашава правоверно учење о Светој тројици да је Син „рођен, не створен” и да је „једносуштан са Оцем”. Такође, тријадолошко исповедање вере које тријумфује на Другом васељенском сабору у Цариграду 381. године потврдило је саједнакост и савечност Оца, Сина и Светог духа. Каснија тријадолошка хришћанска мисао у основним линијама следи закључке васељенских сабора. Међутим, Православна црква, за разлику од Католичке, одбија уметање филиокве у Никејски симбол вере.

### Православна теологија
Православна црква тврди да је догма о Светој Тројици део вере коју је примила усменим путем од Исуса Христа преко апостола, и да је као таква одувек била део вере Цркве.

#### Бог Отац
Основна истина откривена у Старом завету јесте да је Бог један, творац света, небеса, видљивих и невидљивих створења. Исус Христос продубљује јеврејско схватање Бога називајући га Оцем.
Хришћанска догматика учи да Отац од вечности рађа Сина и исходи Духа. Отац је узрок у Тројици, што никако не значи да је постојао пре двојице. Истинско постојање Оца јесте једино као Оца Сину и Оца Духу.

#### Бог Син
Бог ствара свет речју — логосом својим и одржава га њиме. Тим Логосом ће Бог (Отац) и узхтеднути да спаси свет. Хришћанство учи да Отац Светим духом шаље Сина који се рађа од девојке Марије, узима људску природу и постаје истински човек. Исус Христос је божја Реч — Логос, којим је све створено.
Исус Христос није само добри учитељ и исцелитељ болесних, већ је он, према хришћанском схватању, наново успоставио целу творевину и вратио је у послушност Оцу. Смрт је последњи непријатељ којег је Христос победио својим васкрсењем. Њега као Сина, Бог Отац је подигао Духом светим из мртвих.

#### Свети дух
Хришћанство спомиње Светог духа као последњу личност Тројице која се непрестано открива, увек дајући и откривајући и Оца и Сина. Улога Духа је да одржава и чини све дејственим. Та дејственост пре свега значи давање вечнога постојања свему ономе што истински постоји. Духом се Христос оваплотио, Духом Отац одржава створења и целу твар у животу. Време и улога Духа је увек и без престанка, јер без њега нико не може бити у заједници Оцем и Сином.

### Католичка теологија
Прва теолошка разилажења истока и запада се налазе управо у области светотројичног богословља. Католичка црква је, за разлику од Православне, прихватила догму под називом филиокве, којим Свети дух исходи и од Сина, а не само од Оца. Филиокве је био један од узрока Великог раскола из 1054. године.
Православна и Католичка црква су развијале сопствени теолошки приступ Светој тројици, који је утицао и на касније догматске разлике. Православна црква као претпоставку за искуство Свете тројице узима однос који Син и Свети дух имају према Оцу, што чини Бога — једним, а подразумева три личности којој је узрок Бог Отац. Католичка црква полази од категорије јединства бића у смислу суштине, коју три личности Тројице деле. Оба става су присутна код већ отаца Цркве, само су им у зависности од времена и околности давана одређена преимућства. Тројичност Личности су на Истоку заступали кападокијски оци као: Василије Велики, Григорије Богослов, Григорије Ниски итд. Предност суштине над личностима као залог једности божанства више и чешће је заступана од стране Западне цркве. Овај став се може наћи у делима Светог Августина.

### Протестантска теологија
У протестантским заједницама су присутне веома различити тријадолошки ставови, од неизоставног коришћења Симбола вере до апсолутног негирања било какве Тројице.
Већ после Реформације, шпански теолог Мигуел Сервето бива први који јавно тврди како тројство не постоји на начин како га цркве схватају већ објашњава како је Син инкарнација и Свети Дух манифестација Бога у свету, због чега је био кажњен спаљивањем на ломачи у Женеви под управом Жана Калвина. Његово учење је форма Модалистичког Монархијанизма познатијег скраћено Модализам.
Велики број протестаната прихвата Никејски симбол вере. Такође, постоје неке протестантске заједнице, нпр. пентекосталци, које се уопште не осврћу на Тројични догмат.

## Хиндуистичко тројство
У хиндуизму три врховна божанства Шива, Брама и Вишну такође чине свето тројство које се на санскриту назива Тримурти (санск. त्रिमूर्ती — три лика).